# Biserica de lemn din Gothatea

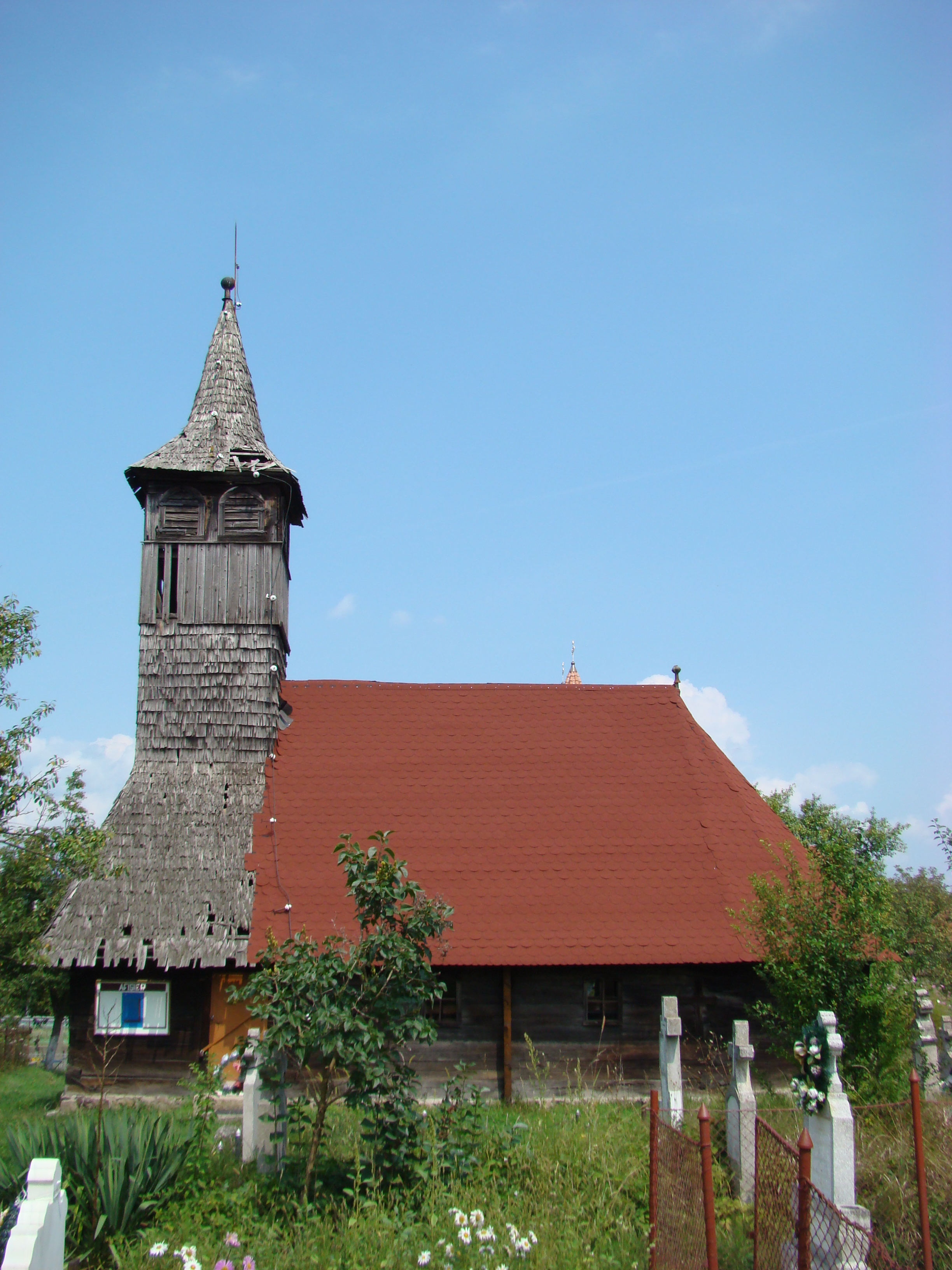
Biserica de lemn din Gothatea, comuna Gurasada, județul Hunedoara, foto: august 2009.

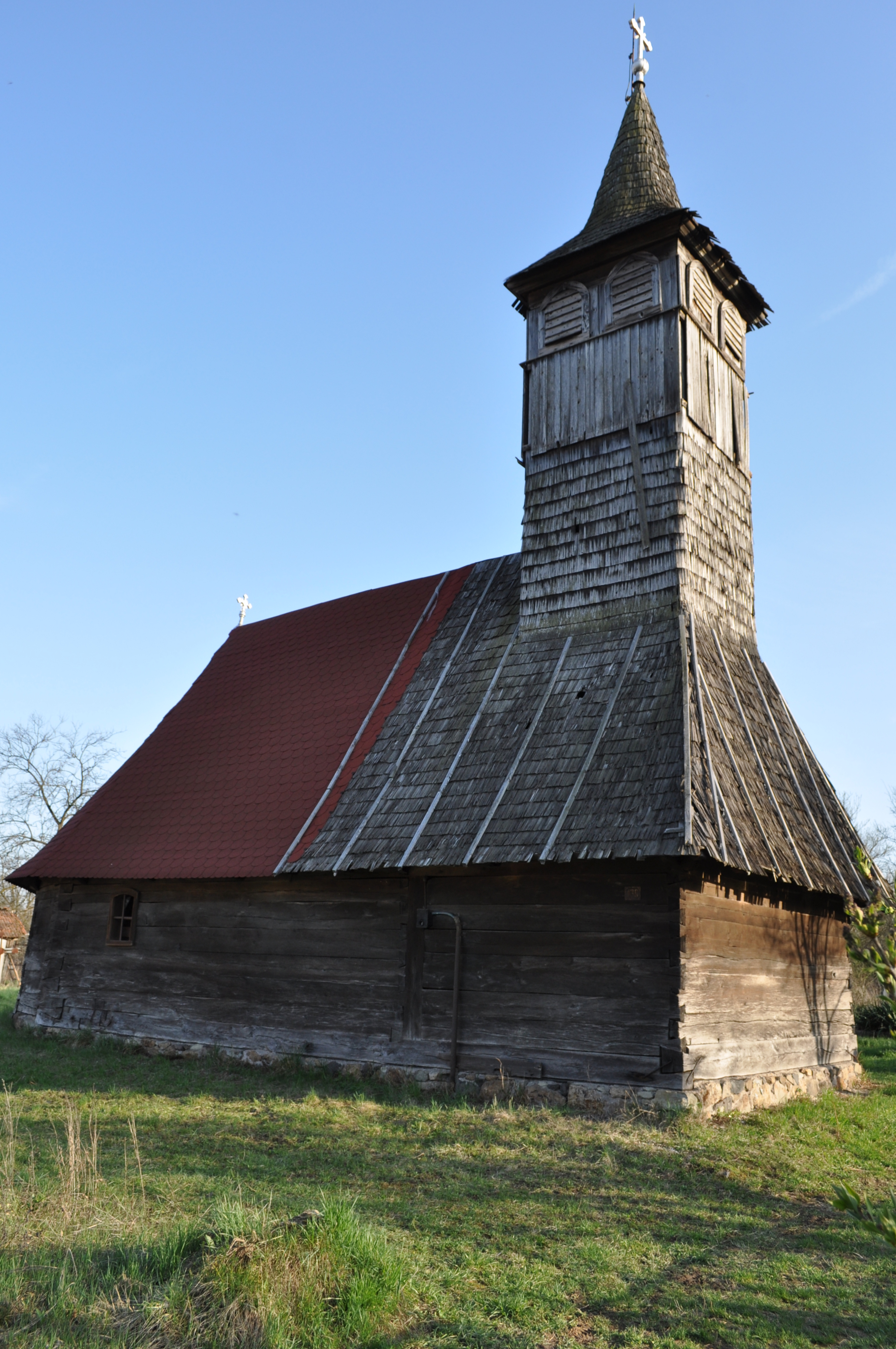
Biserica de lemn din Gothatea, comuna Gurasada, județul Hunedoara, foto: aprilie 2012.

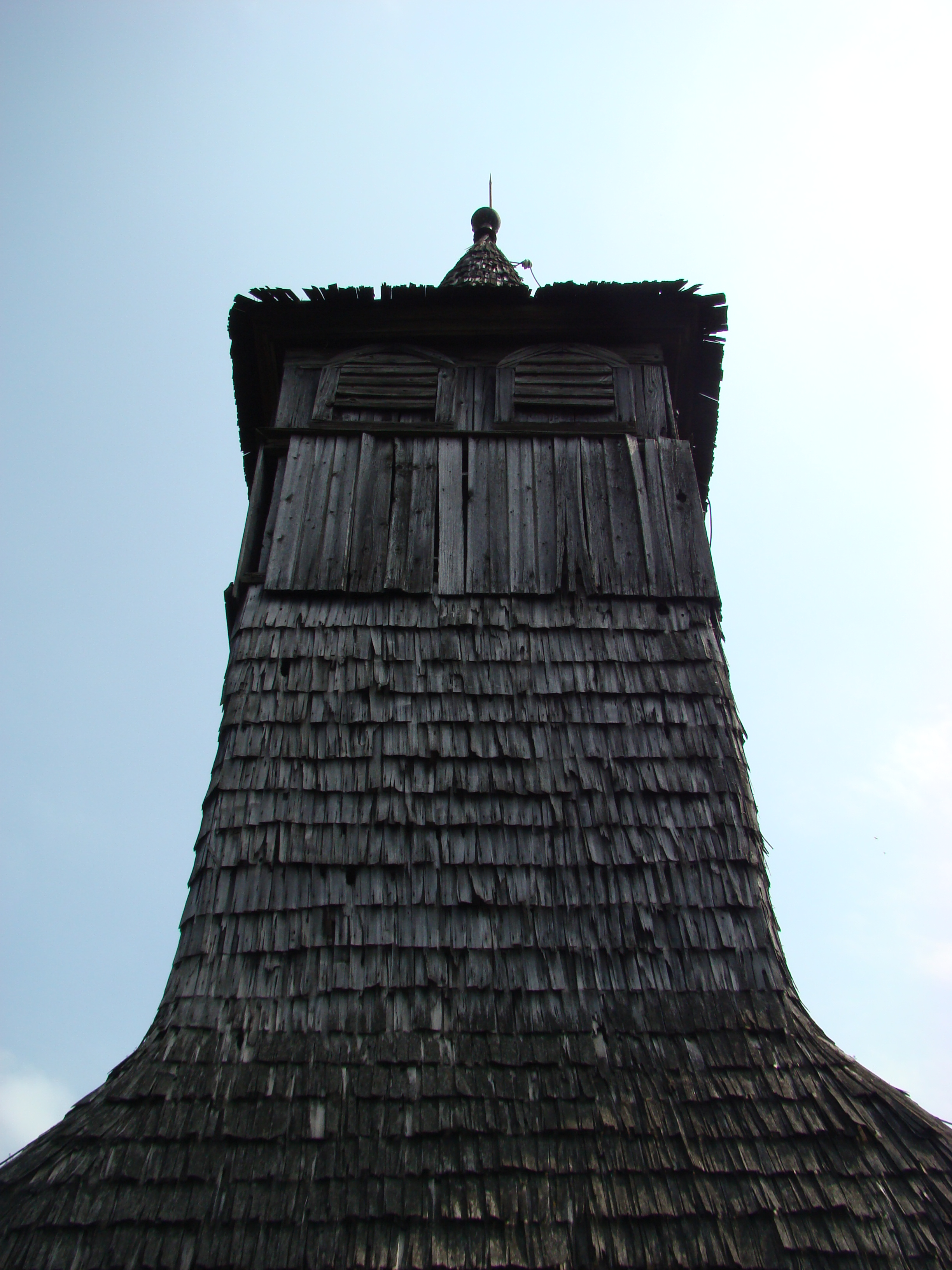

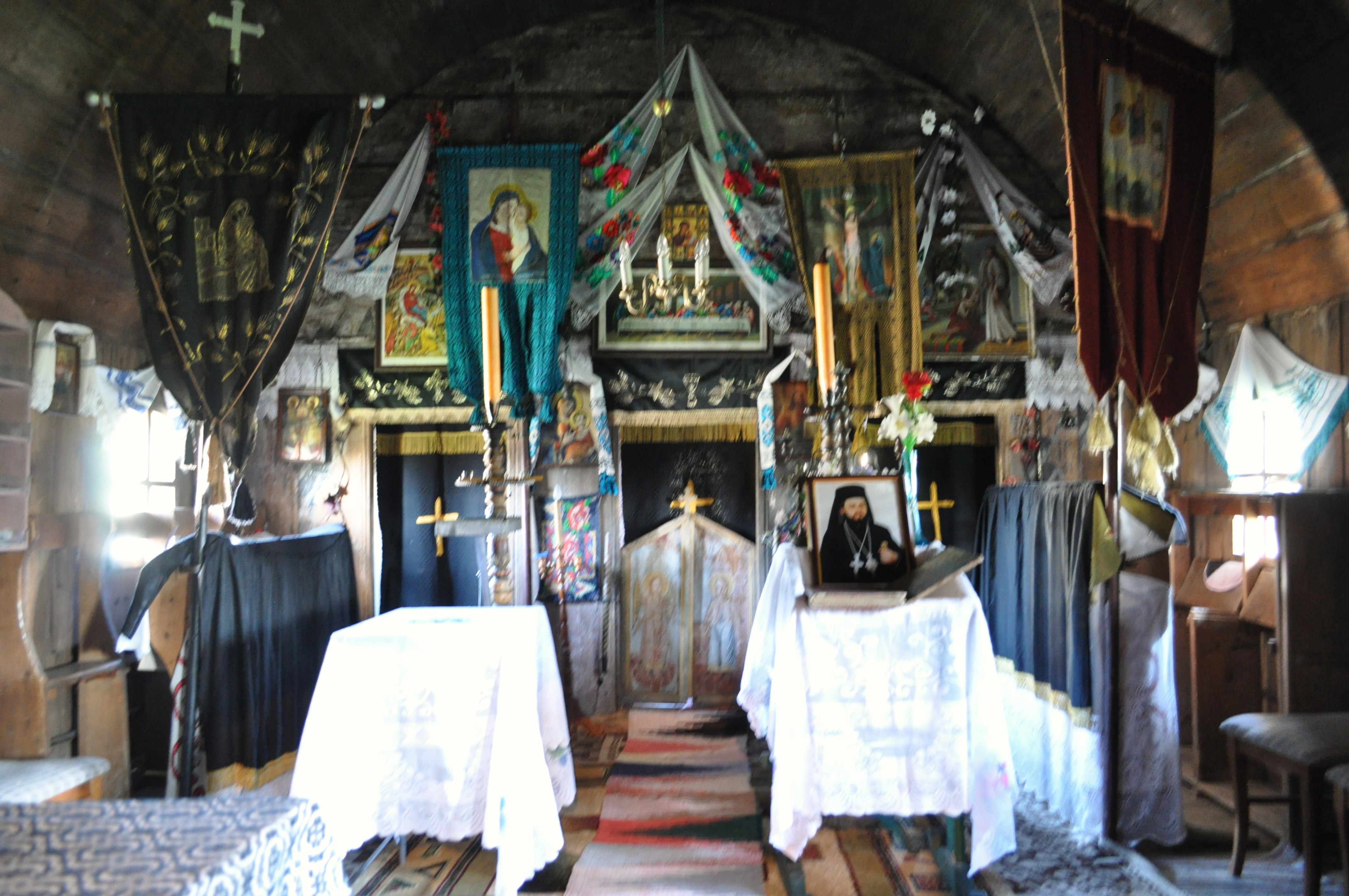
Interiorul navei

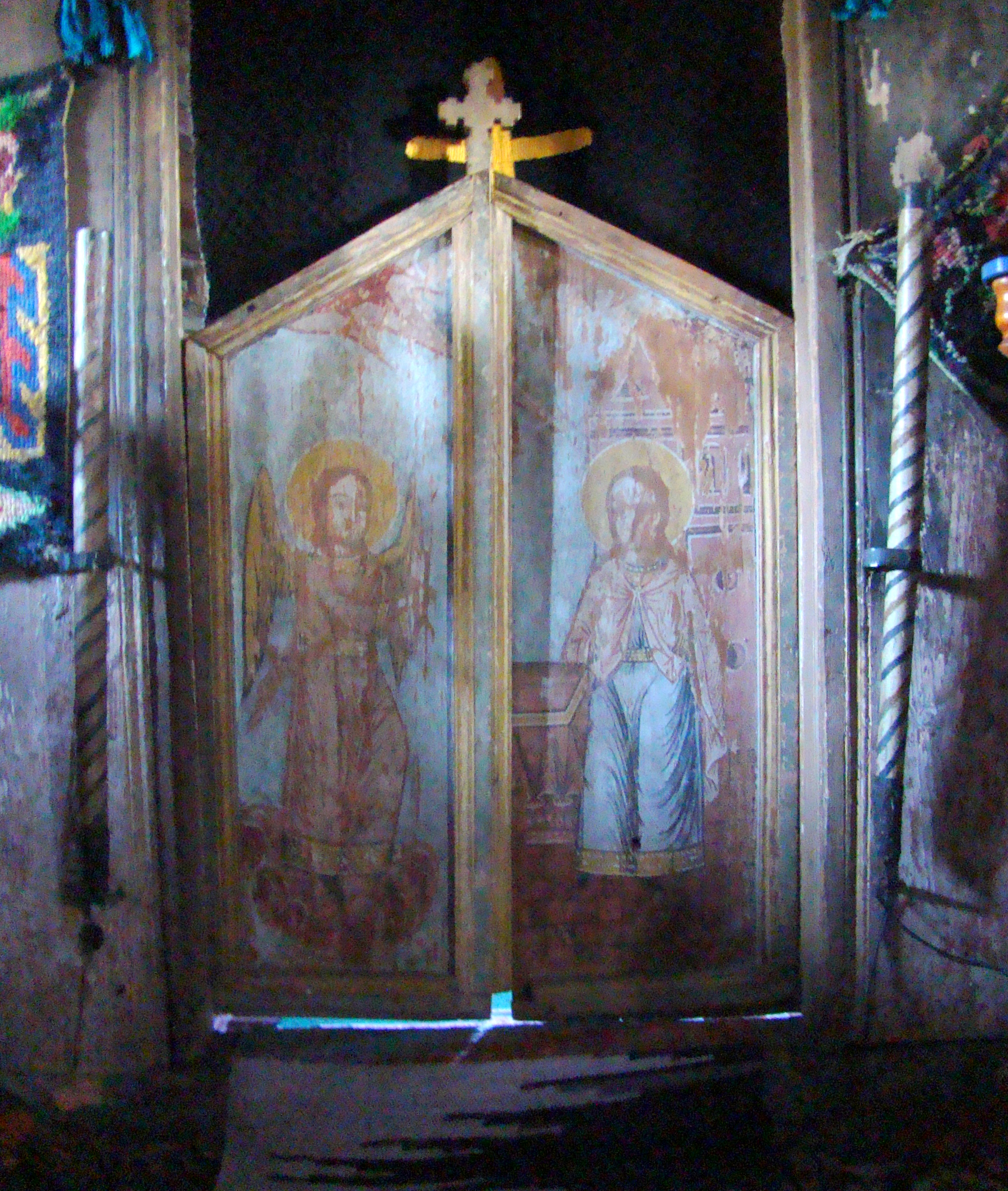
Ușile împărătești: Buna Vestire

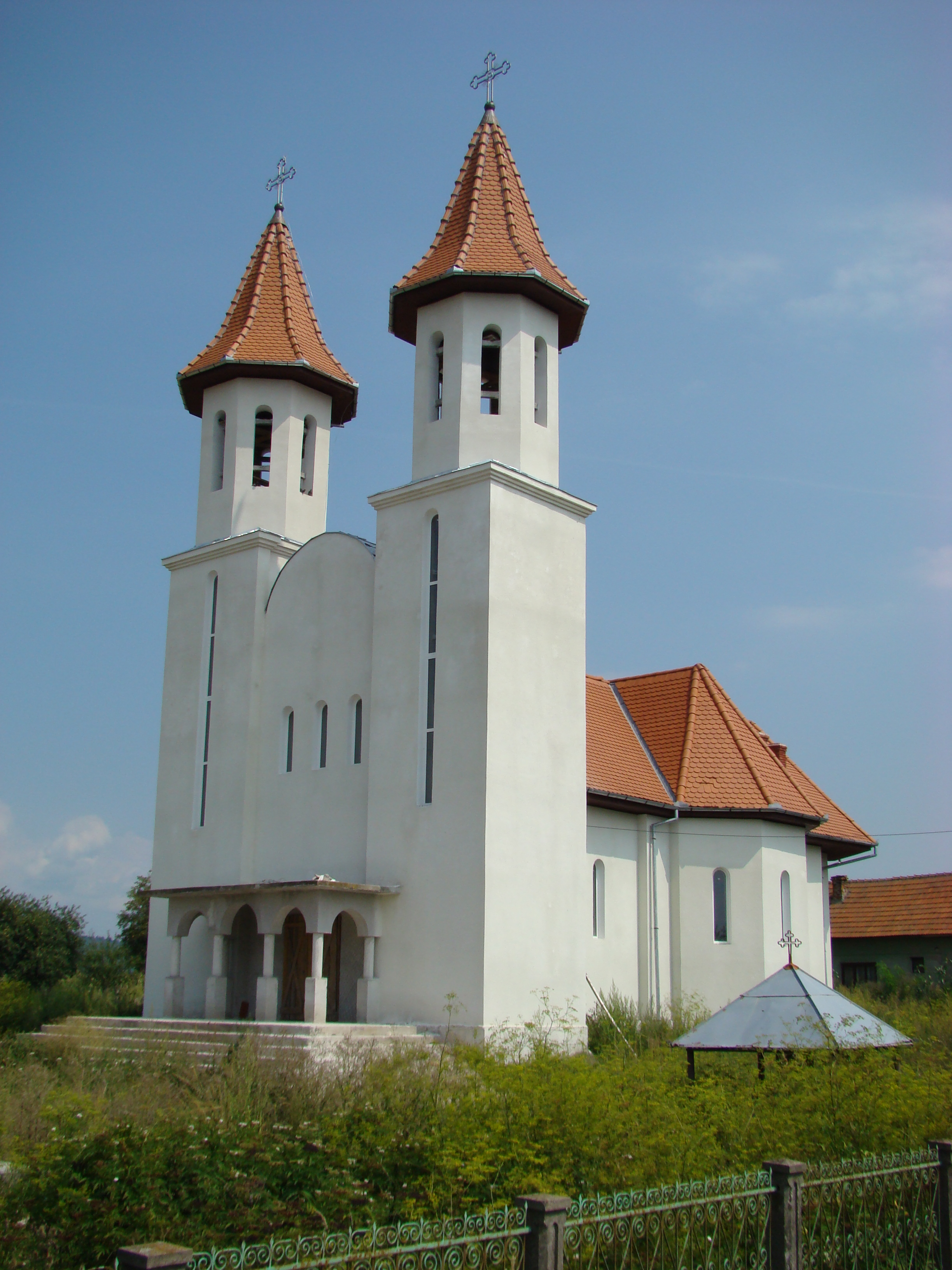
Biserica nouă de zid, la care se lucrează de peste 3 decenii

Biserica de lemn din Gothatea, comuna Gurasada, județul Hunedoara a fost construită în secolul XVII. Are hramul „Intrarea Domnului în Ierusalim (Duminica Floriilor)”. Figurează pe lista monumentelor istorice, cod LMI HD-II-m-A-03321.

## Istoric și trăsături
Pe baza elementelor de planimetrie și tehnică i se poate stabili înălțarea în secolul al XVII-lea. În ea s-a păstrat un exemplar din Evanghelia învățătoare de la Dealu-Târgoviste, 1644. În decursul timpului biserica a fost înnoită, o etapă desfășurându-se la mijlocul secolului al XVIII-lea, iar alta la 1835, când s-a renunțat și la cadrele originale ale intrărilor. Forma actuală a pereților este dreptunghiulară, cu absida în continuarea navei, poligonală, cu 5 laturi. Pereții lungi au fost amplificați spre vest, dar este posibil ca laturile poligonului să fi fost sporite de la 3 la 5, ca urmare a lărgirii acestora. Capetele bârnelor de sus, lucrate în formă de console, sunt alungite pentru a oferi reazem streașinii largi a acoperișului. Clopotniței cu foișor, în console, i se întregește volumul prin coiful cu baza pătrată. Tavanul drept al pronaosului are grinzi transversale și longitudinale; naosul și altarul sunt acoperite prin bolți semicilindrice. Rezultatele unei comparații între produsele activității zugravului Popa Ioan din Deva cu pictura păstrată la Gothatea, la care se adaugă și reprezentarea Bunei Vestiri, de pe ușile împărătești, justifică afirmația că și aceasta se poate menționa în palmaresul său artistic. Biserica se află într-o stare avansată de degradare și necesită reparații urgente. Din păcate, ca și în multe alte cazuri, resursele micuței comunități locale, sunt risipite pentru construirea unei noi biserici de zid, la care se lucrează de zeci de ani, în loc să se acorde atenția cuvenită reparării unui monument de o mare valoare istorică și artistică.

## Imagini din exterior

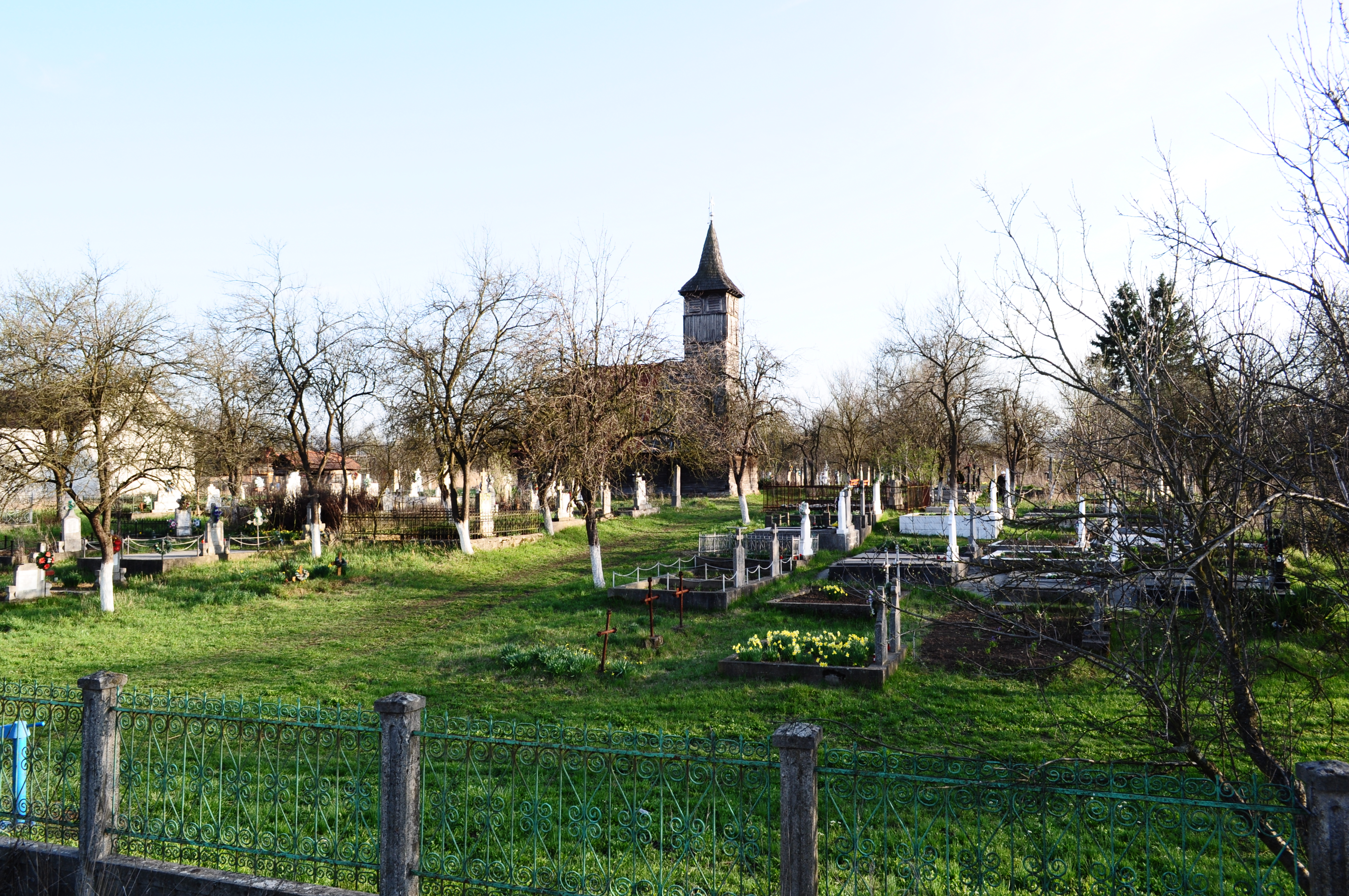
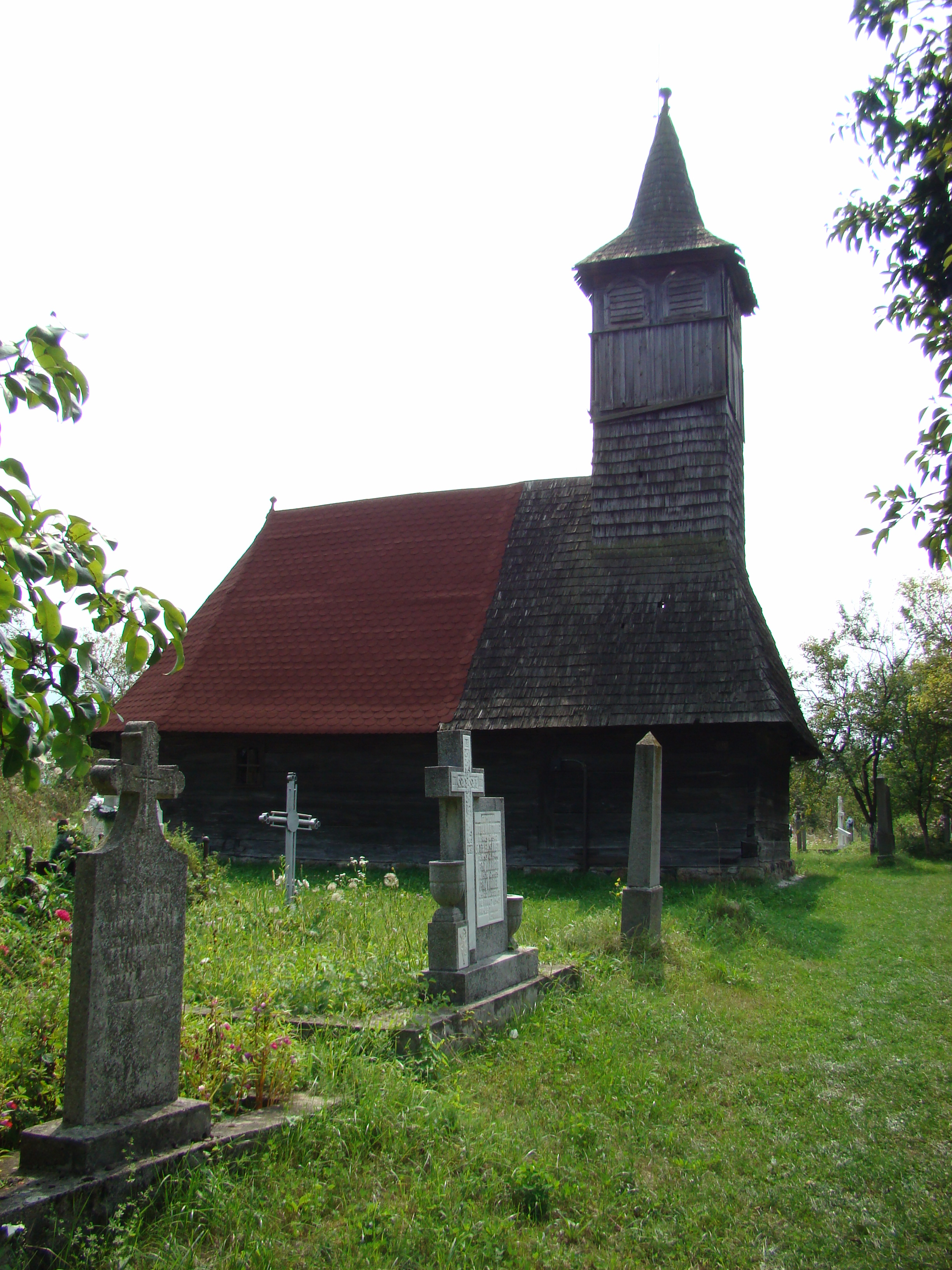
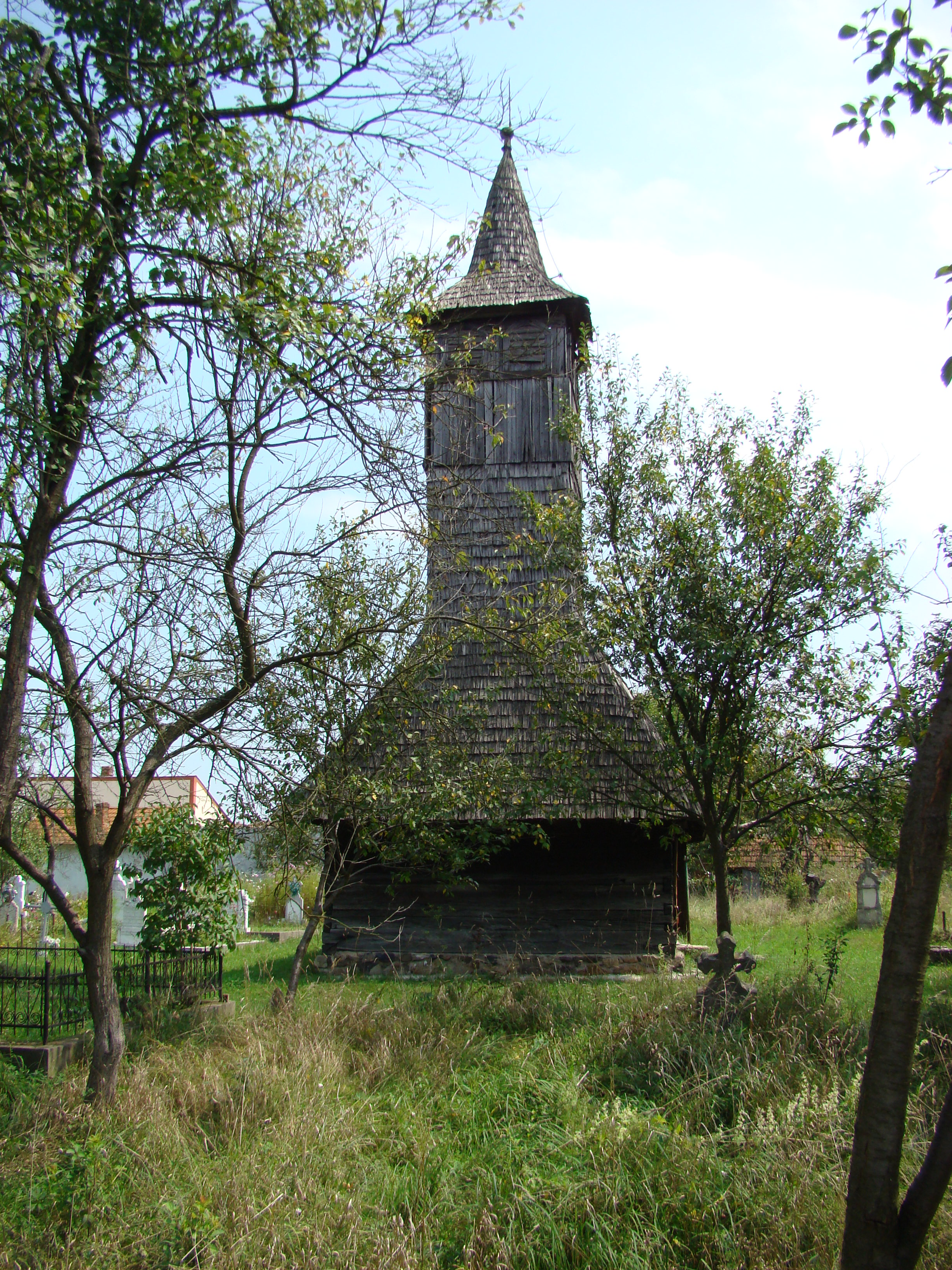
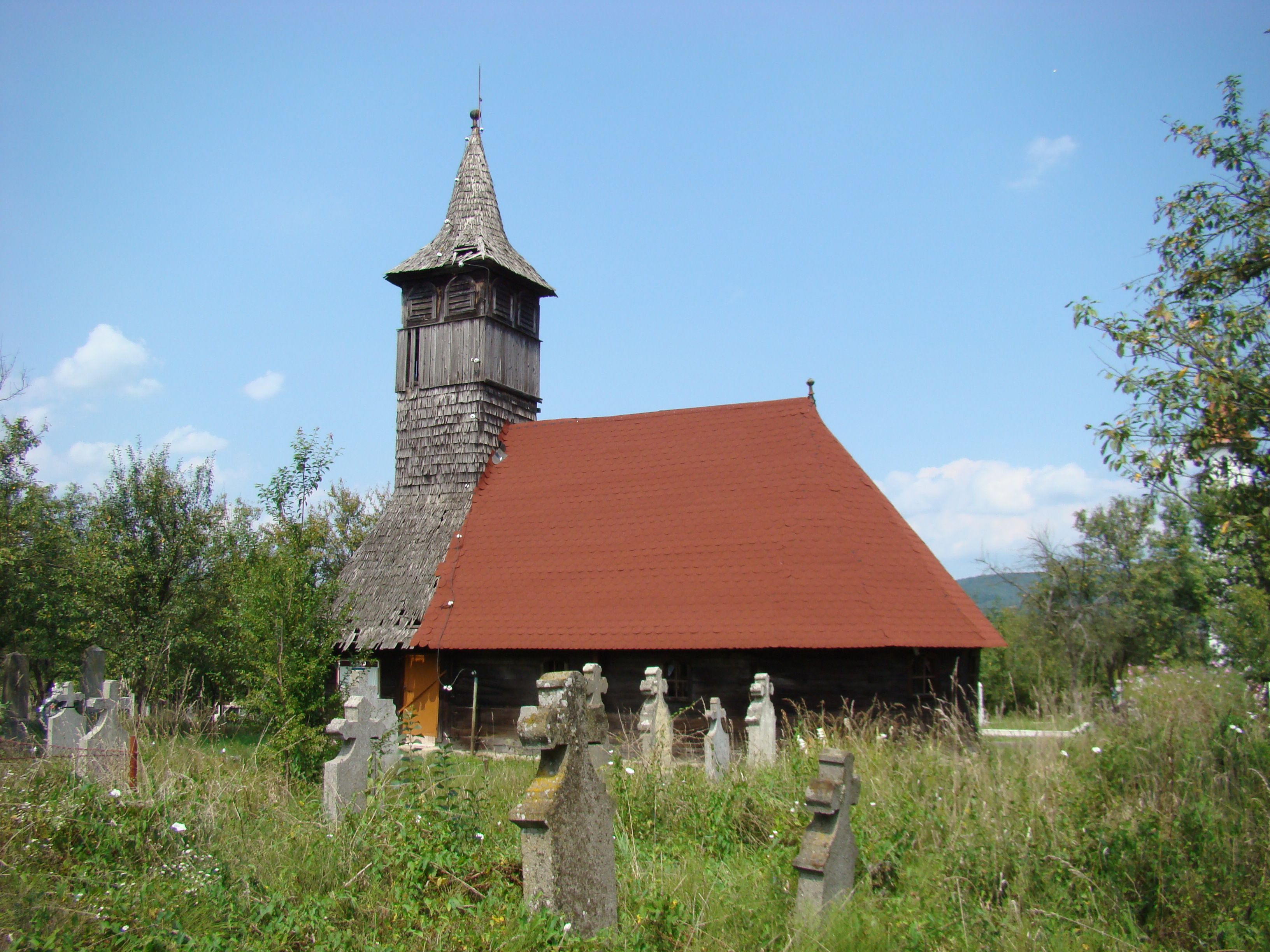
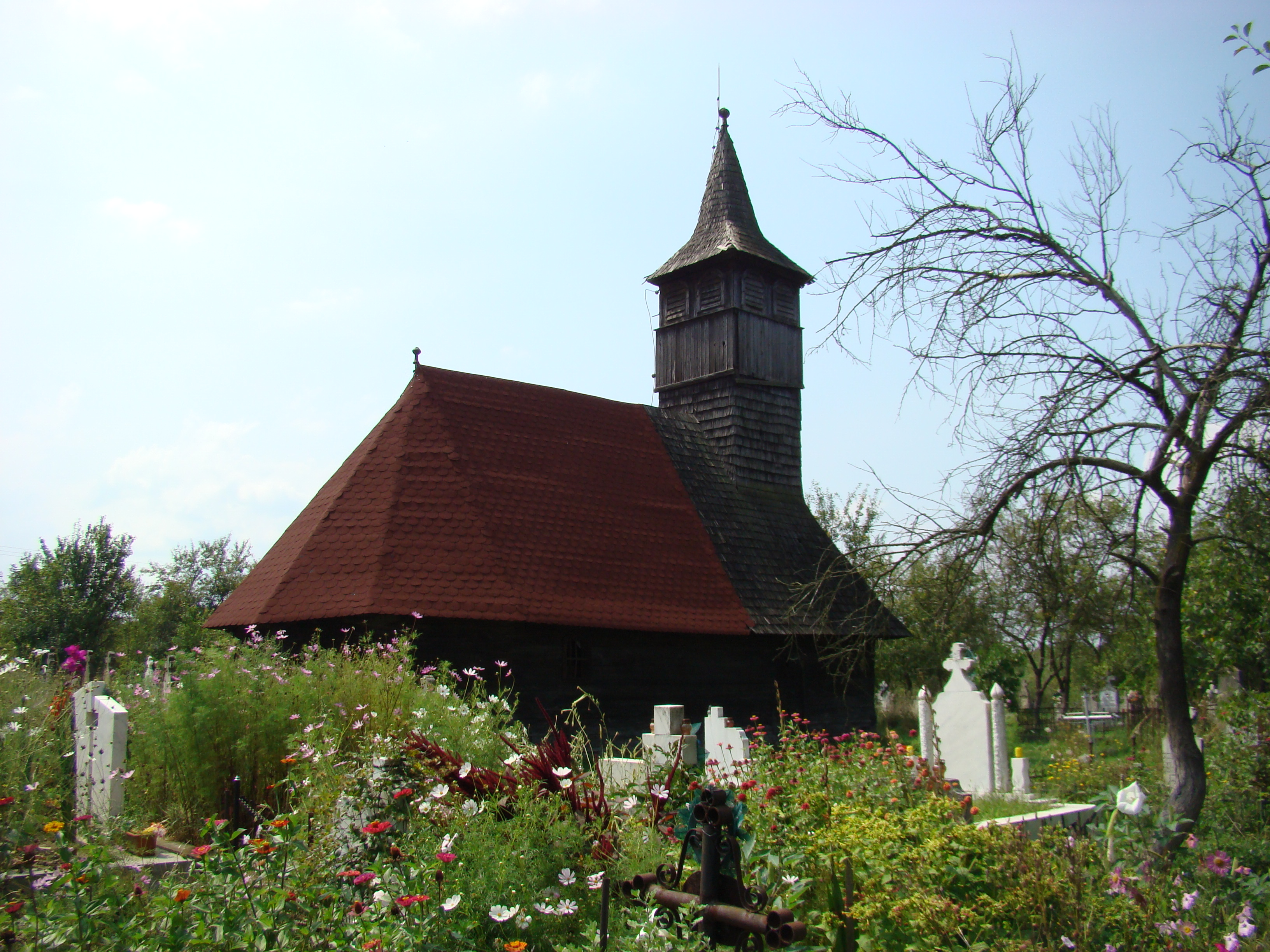
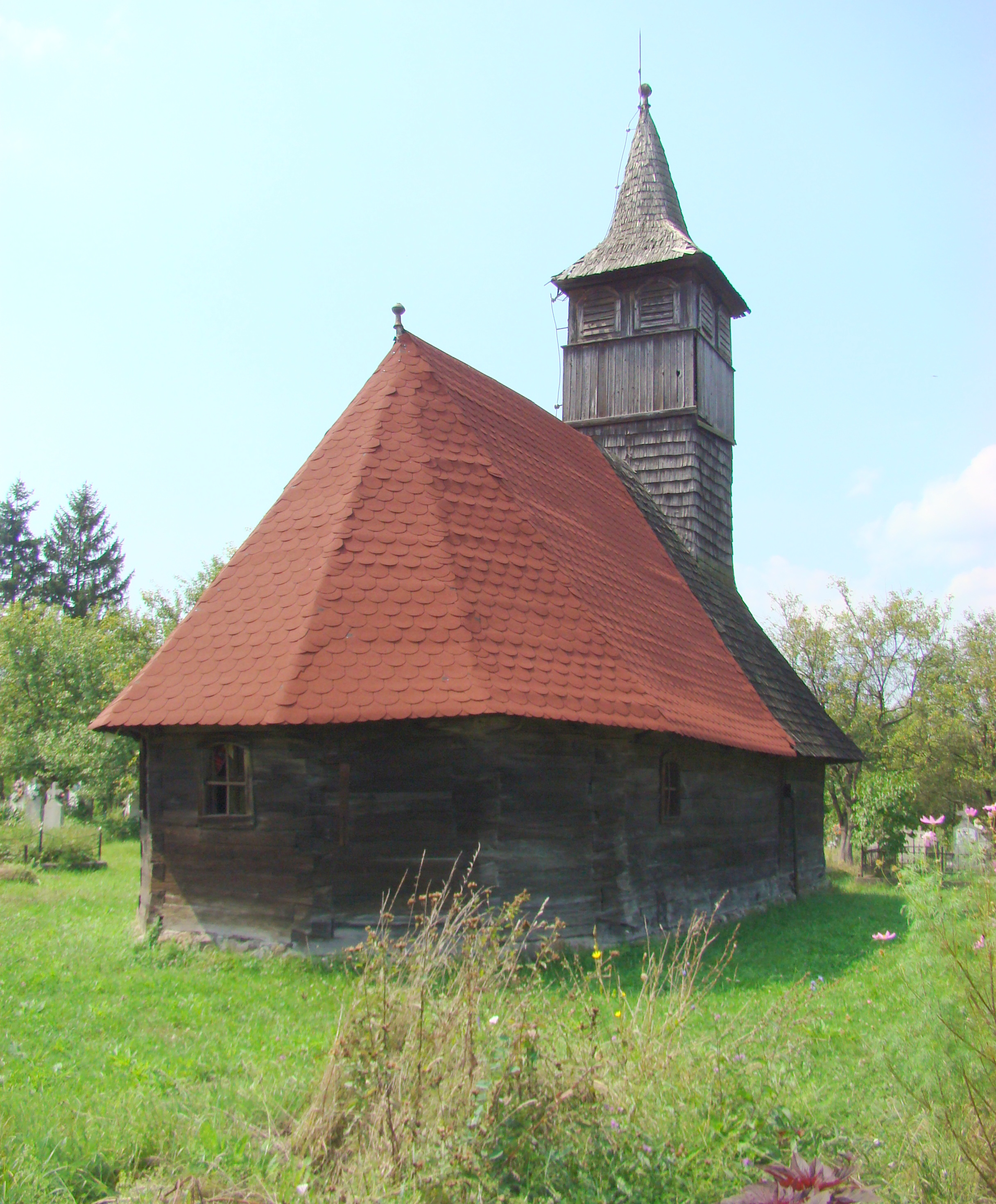
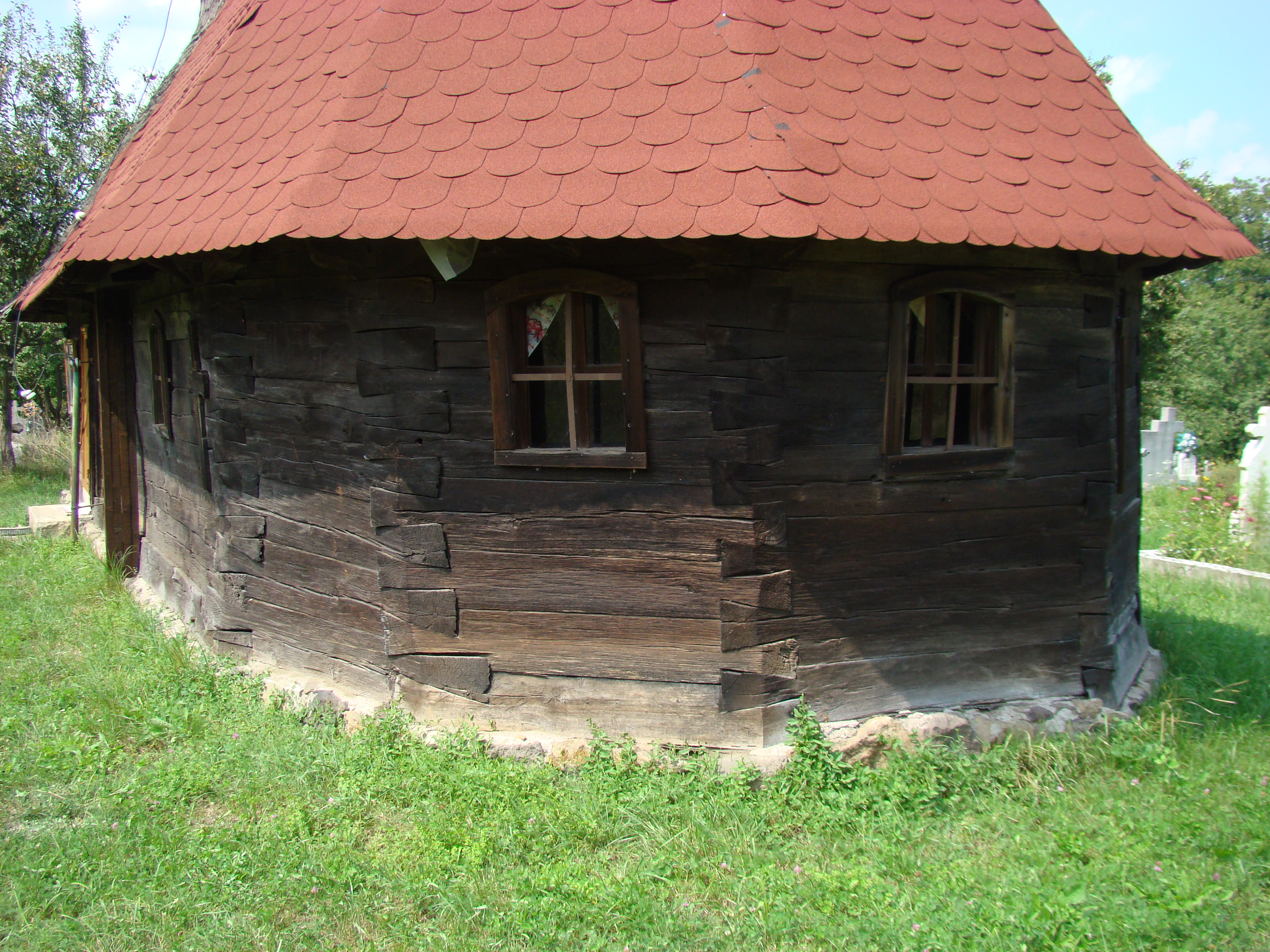
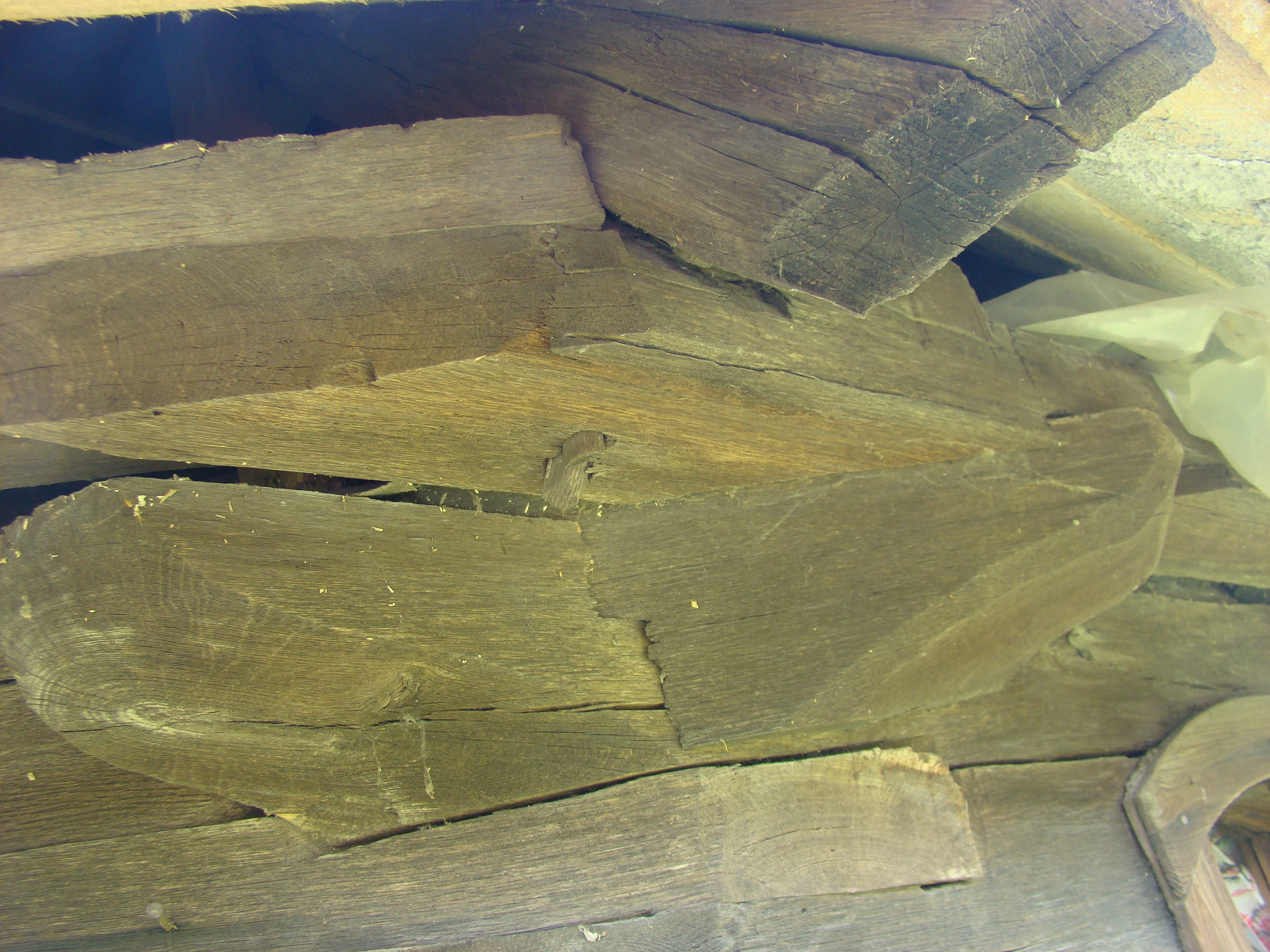
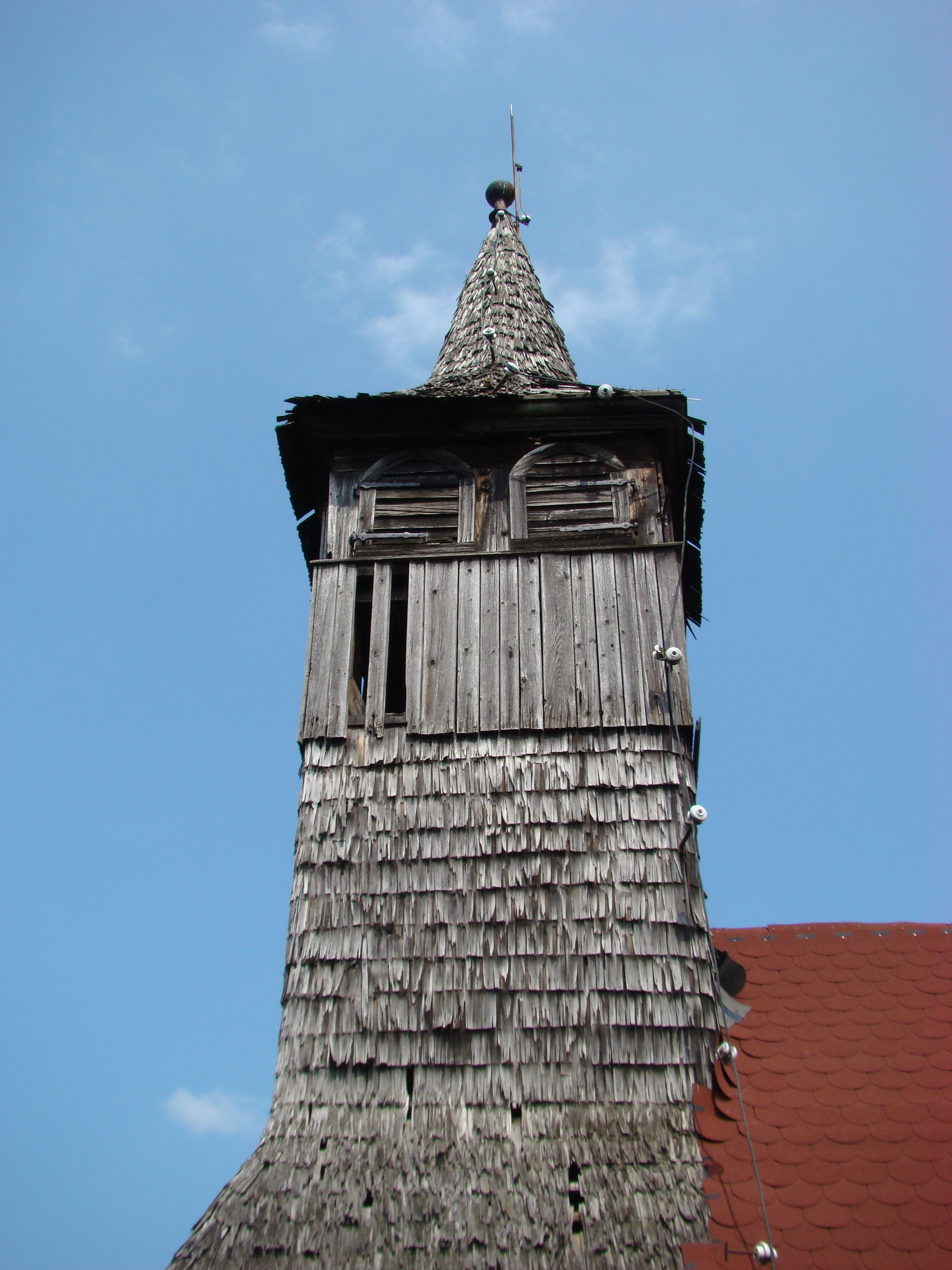
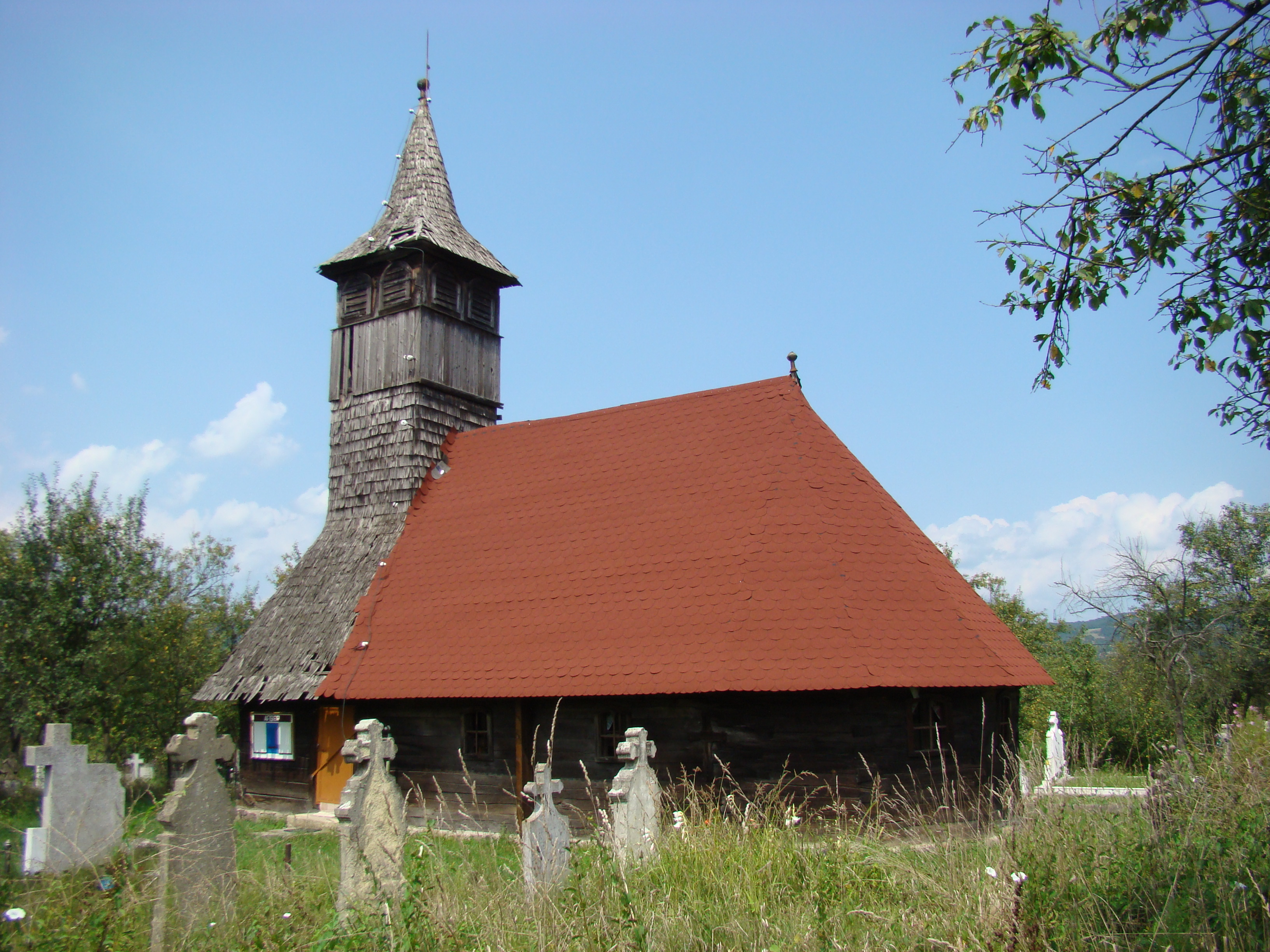
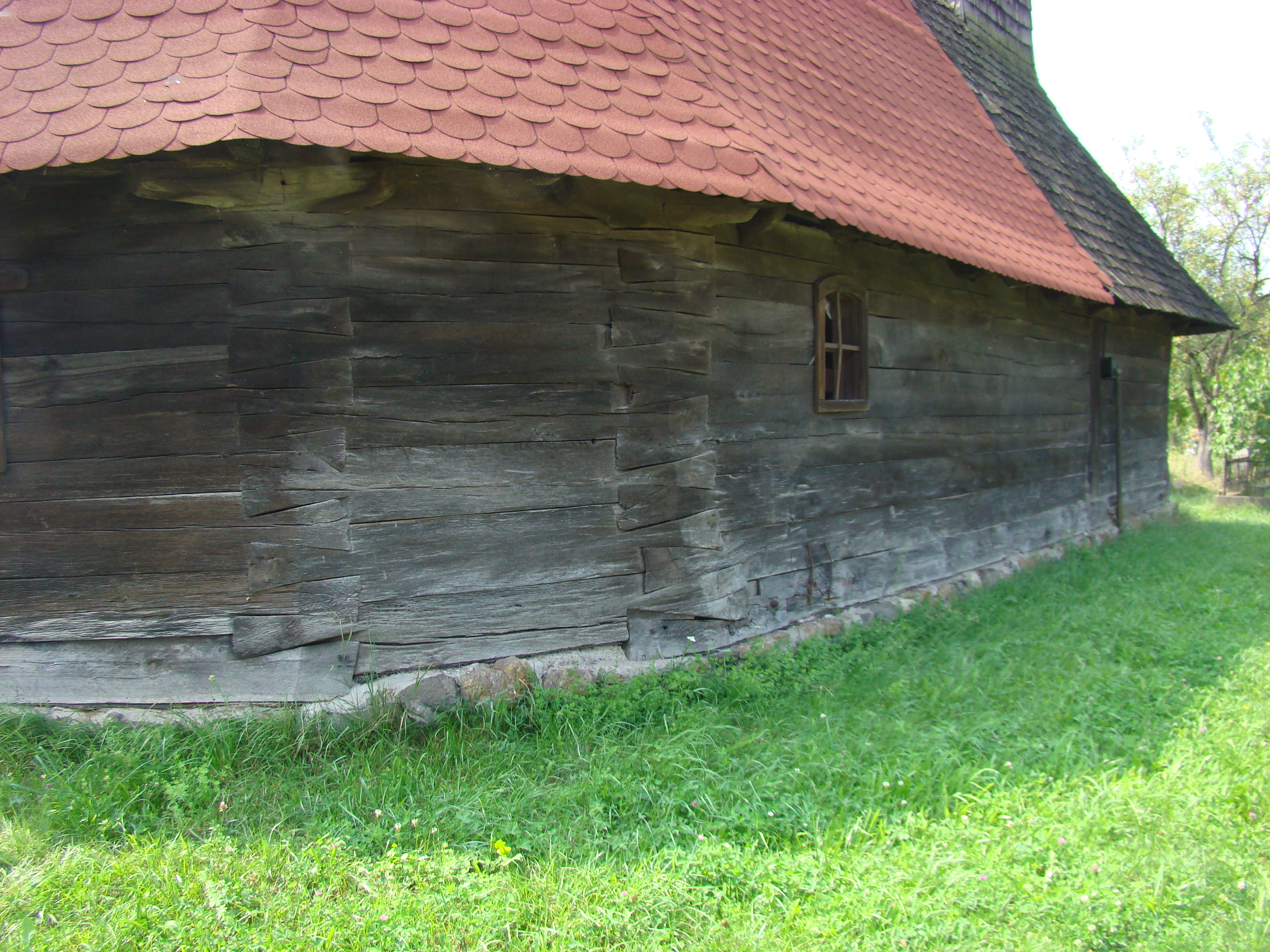
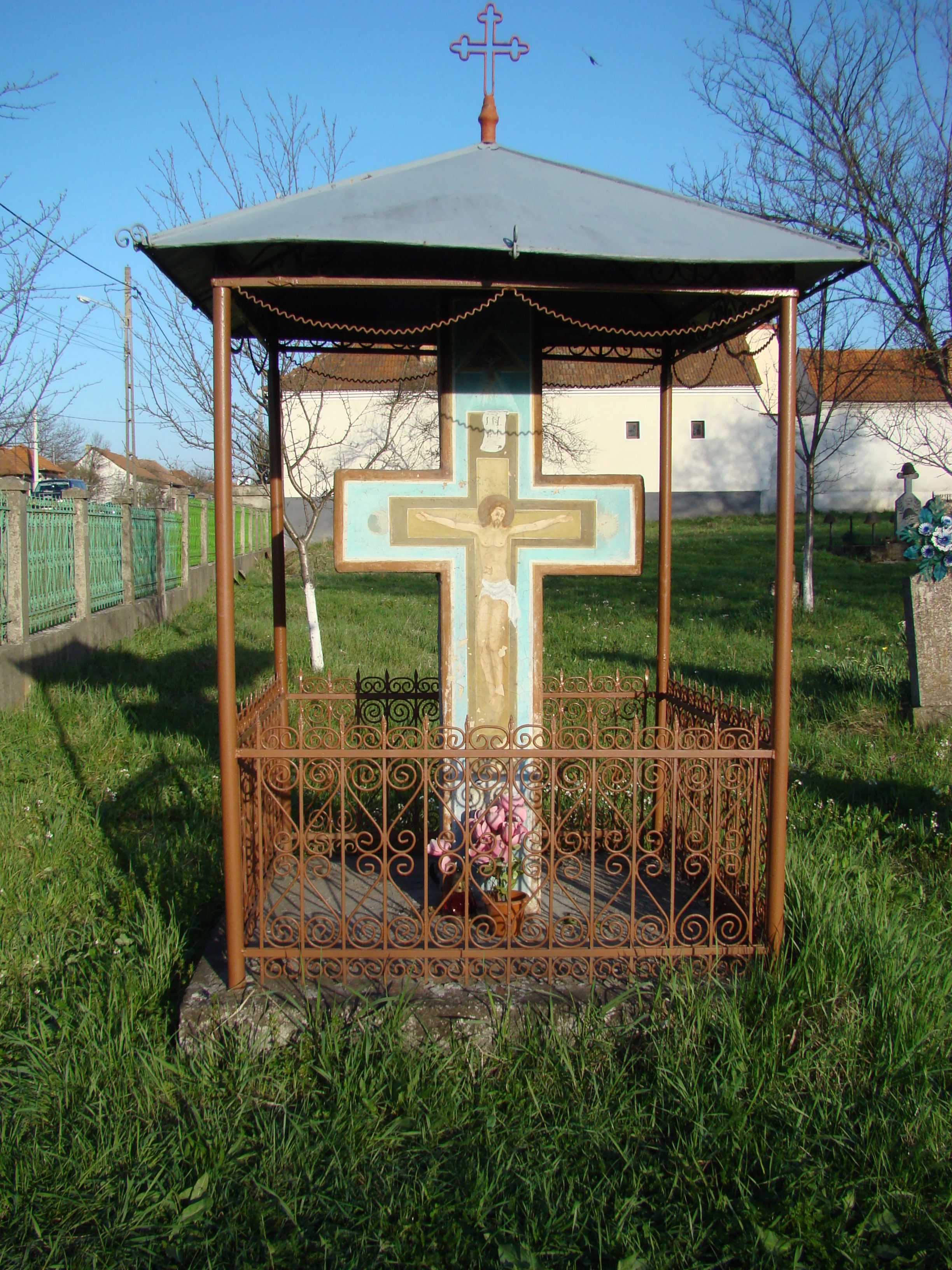
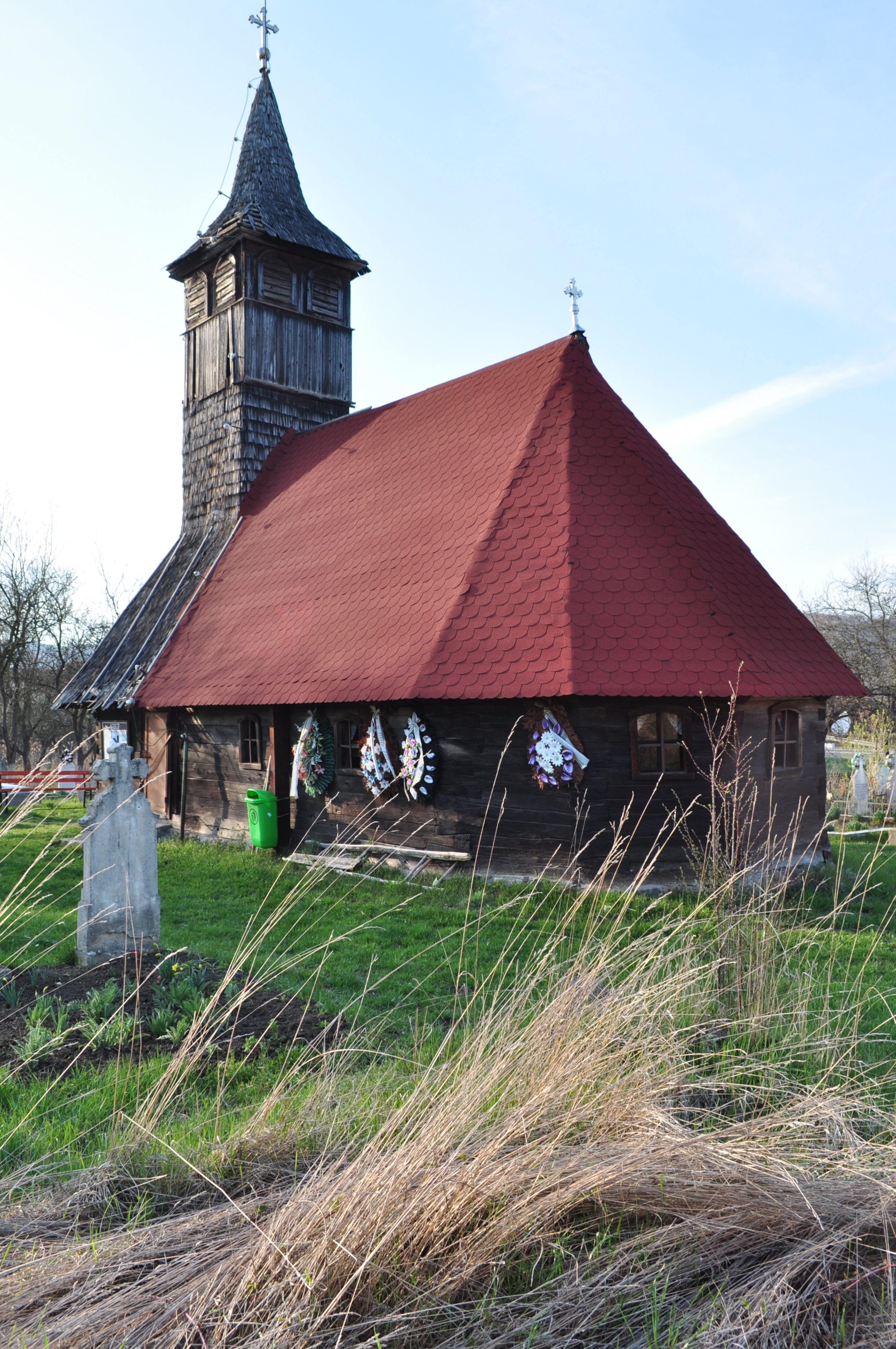
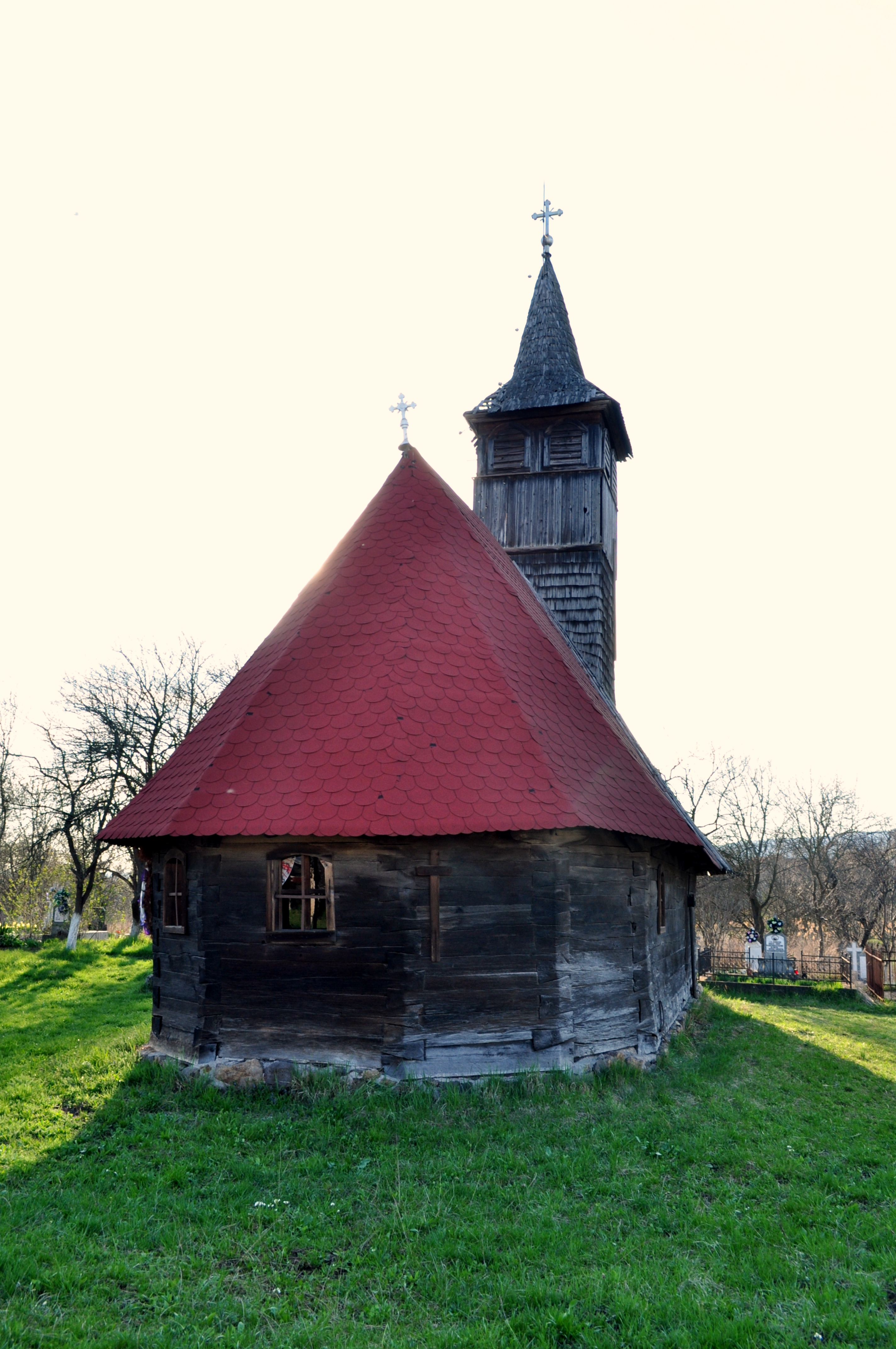
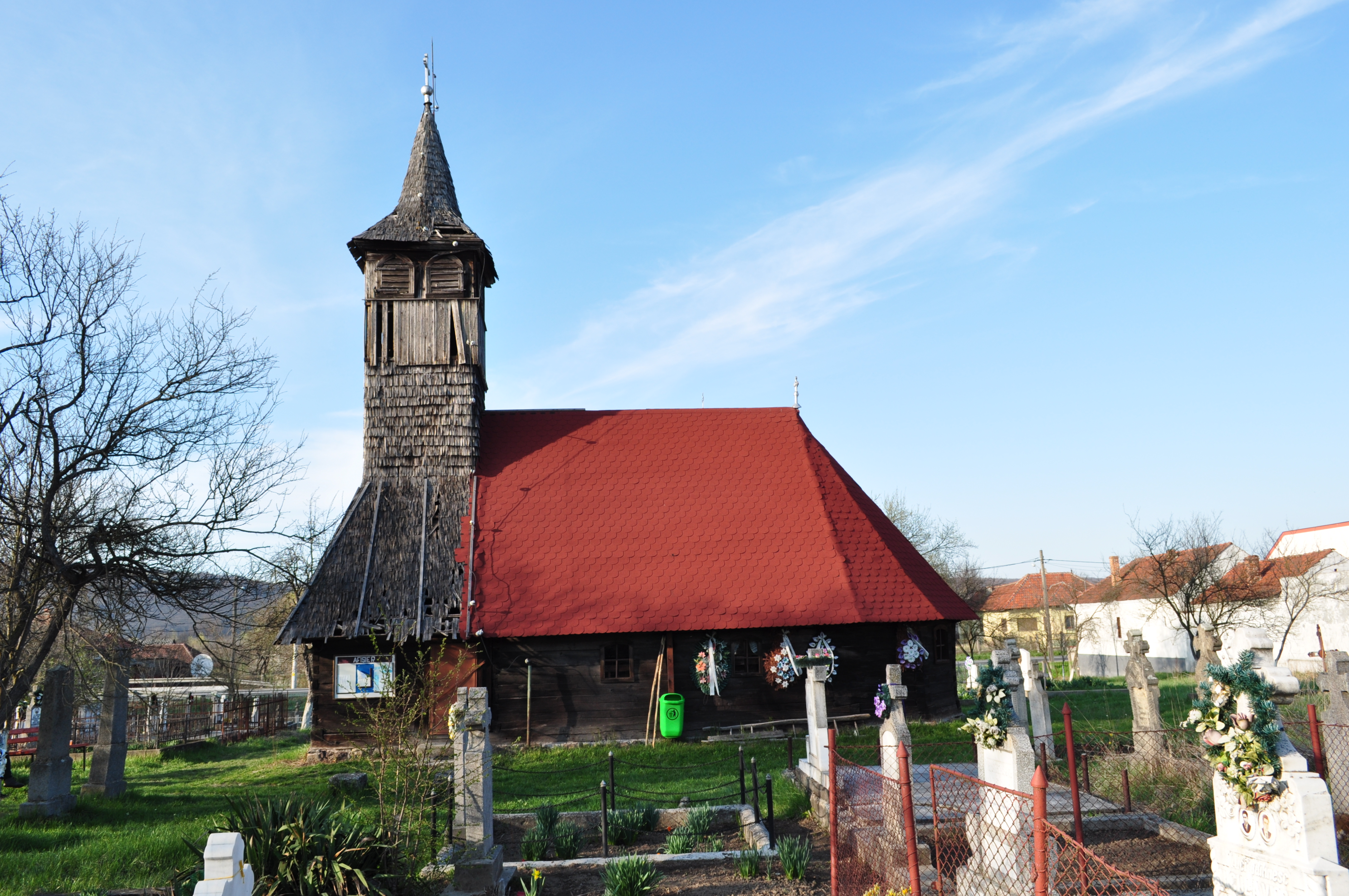
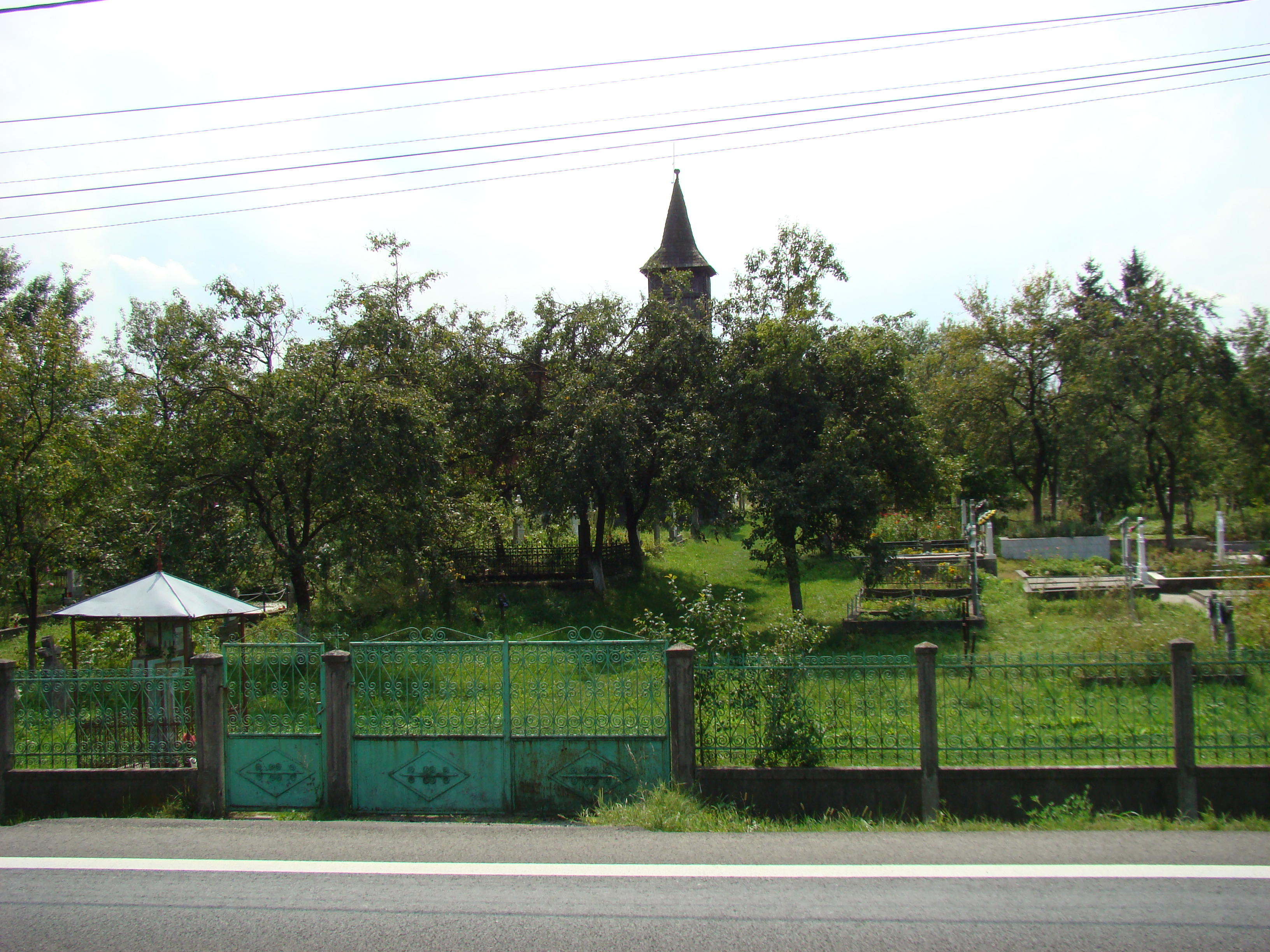

## Imagini din interior

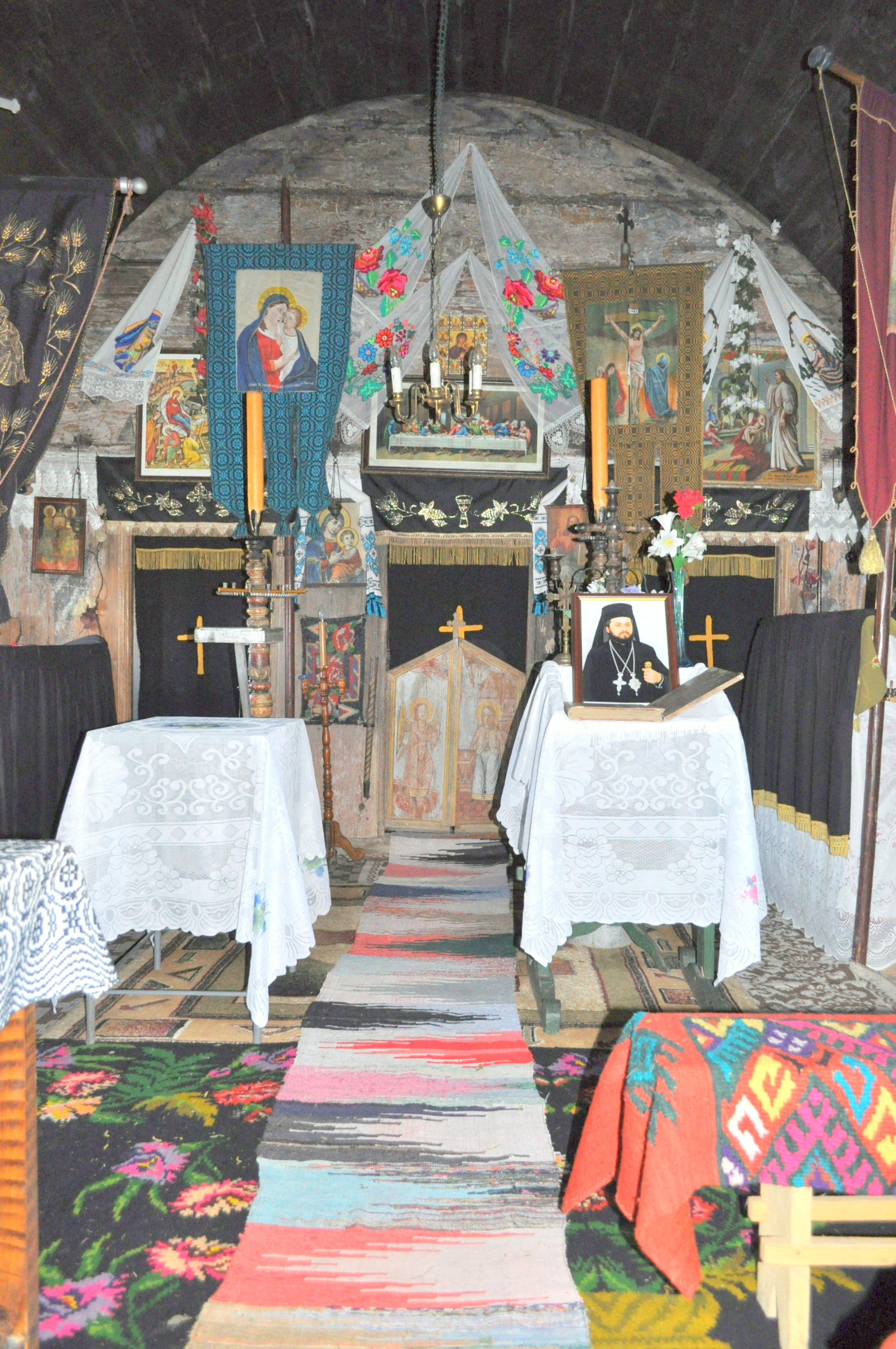
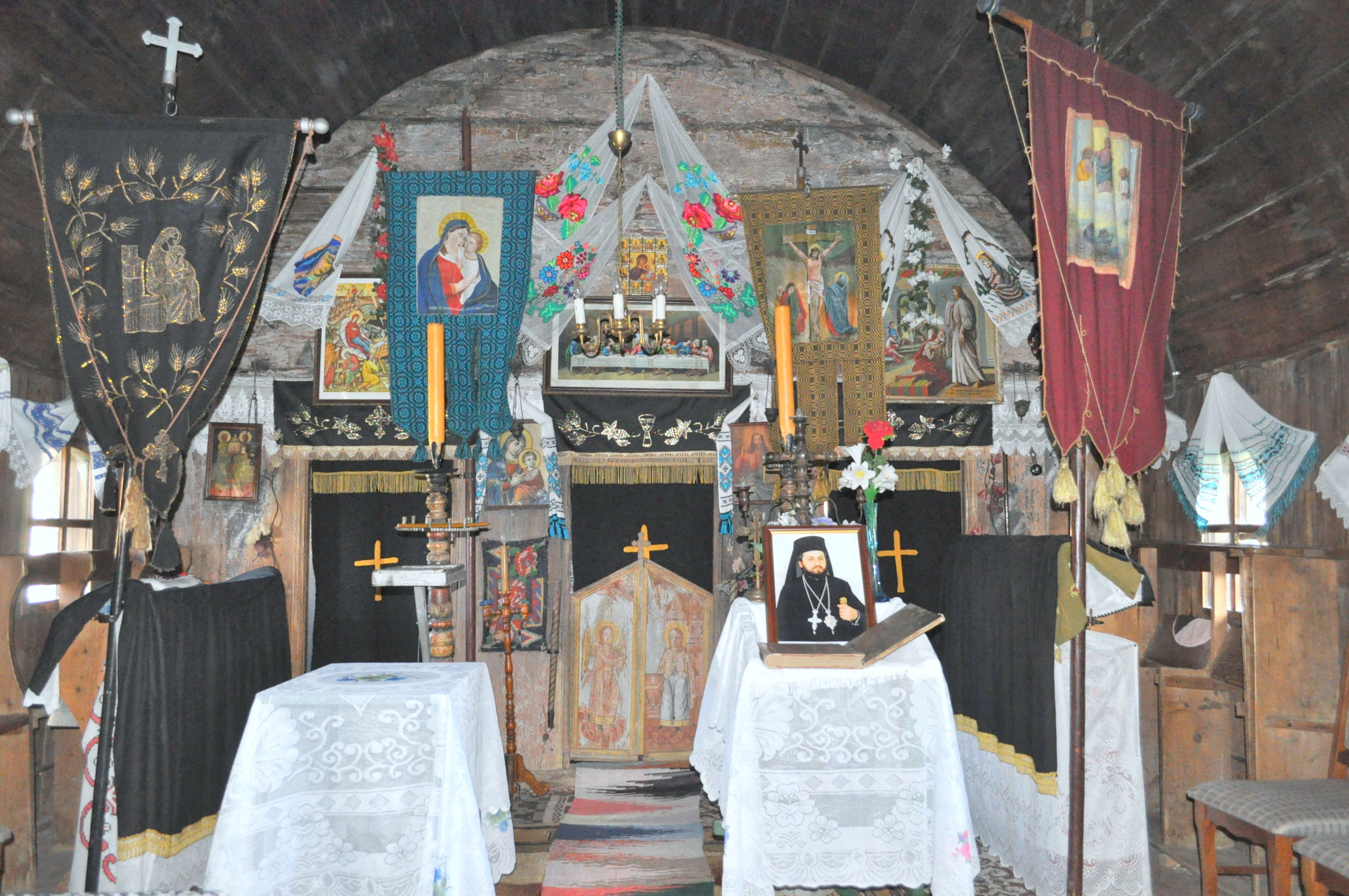
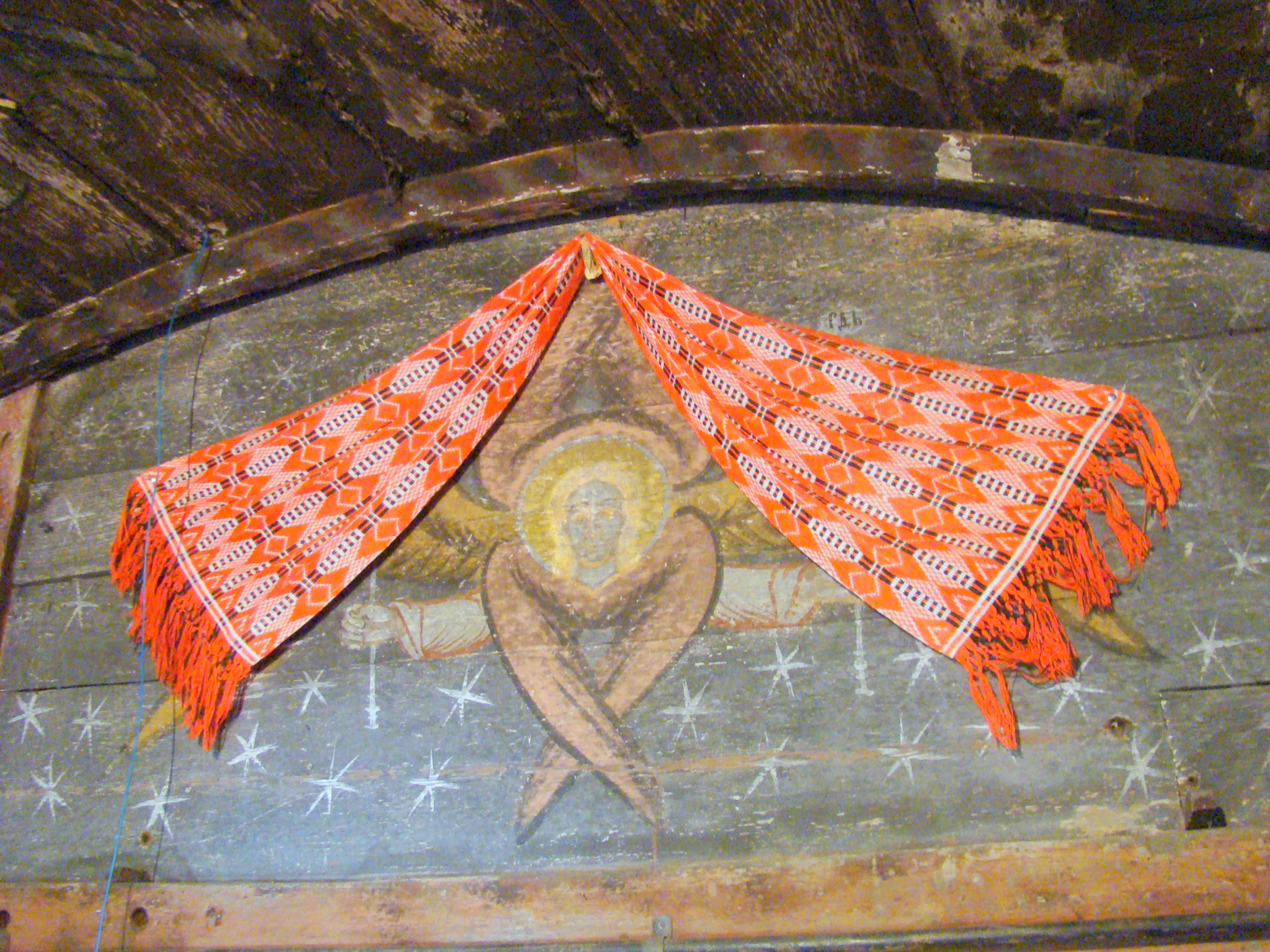
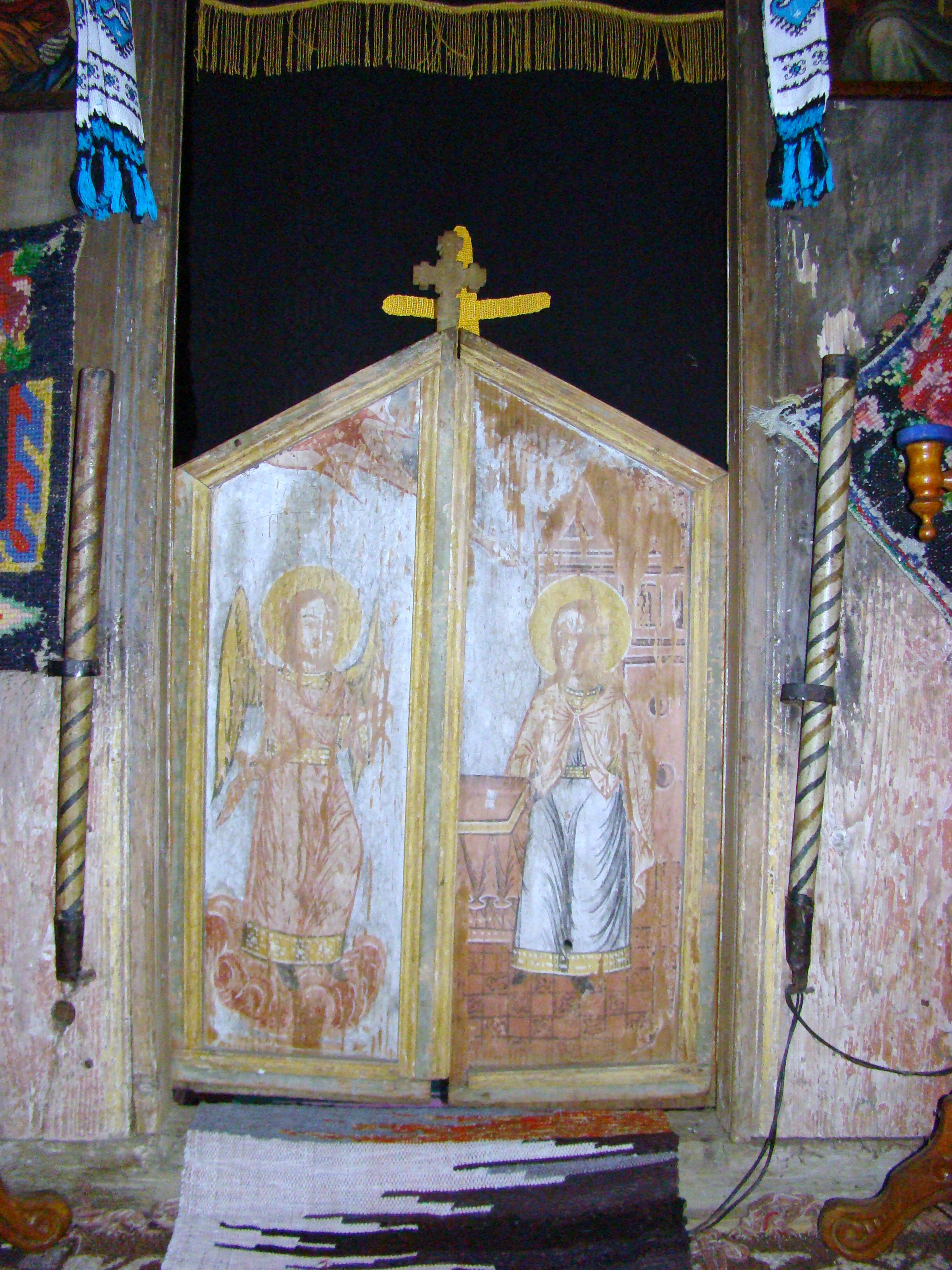
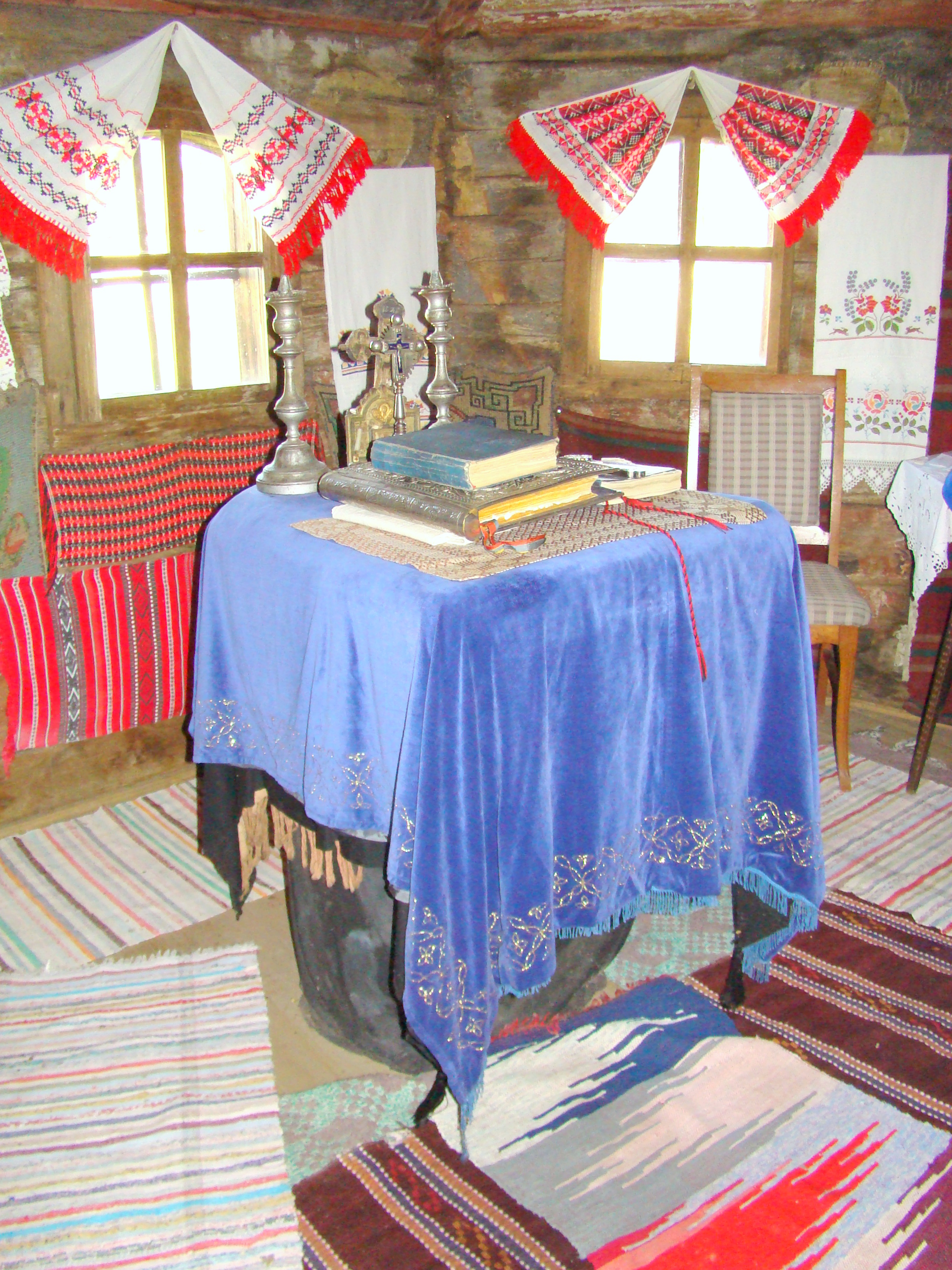